# Zeche Strauß
Die Zeche Strauß in Wetter-Albringhausen ist ein ehemaliges Steinkohlenbergwerk. Das Bergwerk war auch unter dem Namen Zeche Straaß bekannt.

## Bergwerksgeschichte
Am 20. Mai des Jahres 1705 wurde ein Längenfeld verliehen. Ab dem Jahr 1735 war das Bergwerk für mehrere Jahre in Betrieb. Ab dem Jahr 1739 lag das Bergwerk still. In den Jahren 1754 und 1755 wurde das Bergwerk aufgrund von Absatzmangel in Fristen gelegt. Im Jahr 1774 wurde das Bergwerk vermessen. Ab dem Jahr 1837 wurde das Bergwerk für mehrere Jahre in Fristen gelegt. Im Jahr 1845 wurde das Bergwerk wieder in Betrieb genommen. Gefördert wurde über ein Abhauen am Schacht Post der Zeche Vereinigte Friedrich Wilhelm. In diesem Jahr wurden mit drei Bergleuten 10.180 Scheffel Steinkohle gefördert. Das Bergwerk wurde über den Friedrich Wilhelm Erbstolln gelöst. Am 7. Februar des Jahres 1846 wurde die Zeche Strauß stillgelegt.